# Wilhelm Stasch
Wilhelm Gustav Stasch (* 12. März 1911 in Kray; † 4. August 1989 in Bad Emstal) war ein deutscher Boxer.

## Werdegang
Wilhelm Stasch, der für den Boxsportclub 26 Kassel boxte, wurde 1936 Deutscher Meister im Bantamgewicht und nahm an den Olympischen Sommerspielen 1936 in Berlin teil. In seinem Achtelfinalkampf unterlag er im Bantamgewichtsturnier dem Philippiner Oscar de Larrazábal. In seiner 28-jährigen Boxerlaufbahn absolvierte Stasch 696 Kämpfe, wovon er 601 gewann. In den restlichen 95 Kämpfen unterlag er nie durch Knockout.